# Credo quia absurdum

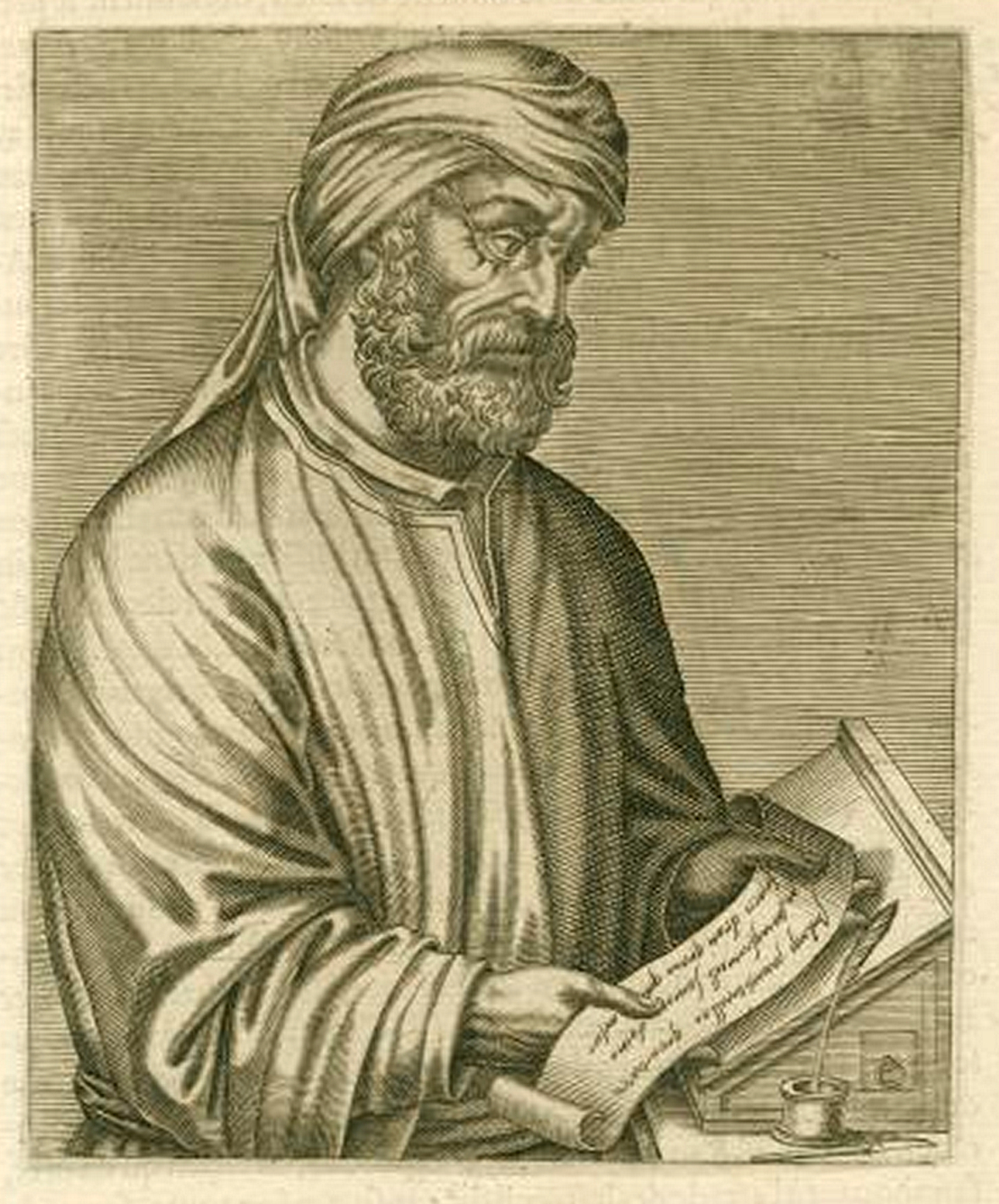
Portrait fictif de Tertullien, fait en 1584 à Lyon.

Credo quia absurdum est une locution latine signifiant « je [le] crois parce que c'est absurde », qui est attribuée à Tertullien. Cette citation est apocryphe, mais elle est possiblement inspirée d'une phrase que Tertullien a bien écrite : credibile est quia ineptum est (« Il faut y croire puisque c'est absurde »).

## Origine possible
Souvent attribuée à Tertullien, c'est une citation apocryphe. Une véritable phrase de Tertullien qui a pu inspirer cette citation est (emphase ajoutée) : 
« Crucifixus est Dei filius ; non pudet quia pudendum est. Et mortuus est Dei filius ; credibile est quia ineptum est. Et sepultus resurrexit; certum est quia impossibile. »
En français (emphase ajoutée) :

« Le Fils de Dieu a été crucifié ? Je n'ai pas honte puisqu'il faut avoir honte. Le Fils de Dieu est mort ? Il faut y croire puisque c'est absurde. Il a été enseveli, il est ressuscité : cela est certain puisque c'est impossible. »

## Analyse
Il s'agit d'une conception paradoxale de la foi, où se rompt le lien supposé entre foi et raison. Le discours de Ratisbonne de Benoît XVI (2006) marque particulièrement ses distances avec le credo quia absurdum.